# جون ر. ماكيني
جون ر. ماكيني (بالإنجليزية: John R. McKinney)‏ هو عسكري أمريكي، ولد في 26 فبراير 1921 في جورجيا في الولايات المتحدة، وتوفي في 4 أبريل 1997 في سيلفانيا في الولايات المتحدة.